# As the Bell Rings (serie televisiva australiana)
As the Bell Rings è una sitcom australiana trasmessa dal 2007 al 2011, adattamento della serie italiana Quelli dell'intervallo. Il nome riprende il titolo originale della soap opera Così gira il mondo (As the World Turns).

## Trama
La serie parla di un gruppo di ragazzi della scuola Patterson High che si incontrano durante l'intervallo.

## Personaggi e interpreti
- Jonesy, interpretato da Jack Pearson, equivalente di Tinelli.
È un ragazzo che si mette sempre nei guai. Ama Amber, ma i sentimenti non sono corrisposti. Sua sorella minore, Annie, lo umilia per la maggior parte del tempo. Il suo migliore amico è Raff. È apparso in quasi tutti gli episodi. È il più alto del gruppo.
- Raff  (St. 1-4 27ep), interpretato da Deniz Akdeniz, equivalente di Dred.
È un ragazzo normale e sportivo. Si trova in difficoltà come Jonesy, il suo migliore amico.
- S.A.M. ( St. 1-4 23ep), interpretato da Aleksa Kurbalija, equivalente di Spiffy.
- Parker (St. 1-4 27ep), interpretato da Bardiya McKinnon.
È un ragazzo che ama Haley. È uno straniero proveniente da un altro pianeta, come si è visto alla fine di uno degli episodi.
- DJ (St. 1-4 24ep), interpretata da Sianoa Smit-McPhee, equivalente di DJ.
È una ragazza brillante e energica, ma che parla troppo. La maggior parte del tempo menziona il fatto che abbia una sorellina.
- Spud (St. 1 6ep), interpretato da Martin Quinn.
È un ragazzo che mangia sempre banane.
- Haley (St. 1-2 10ep), interpretata da Nicole Gulasekharam.
È una ragazza che cerca di essere carina con tutti.
- Rusty (St. 1-4 26ep), interpretato da Max Pfiefer, equivalente di Nico.
È un ragazzo a cui piace fare scherzi.
- Rocky (St. 1-3 14ep), interpretata da Rhiannon Fish, equivalente di Rudy.
È una ragazza a cui piace lo sport. Indossa sempre abiti sportivi. Può spaventare i ragazzi con la sua forza.
- Chloe (St. 3 5ep), interpretata da Zoe Agtoft.
Non si conosce molto su questa ragazza, anche perché non appare in molti episodi. Non è presente neanche nella sigla.
- Tommy (St. 2-4 18ep), interpretato da Zachary Sheehan.
È un ragazzo che pensa diversamente rispetto agli altri ragazzi. È portato ad essere un emo, ma cerca di andare d'accordo con gli altri. Non appare in molti episodi e non è presente nella sigla.
- Amber (St. 1-4 18ep), interpretata da Alicia Banit, equivalente di Valentina.
È una ragazza alla moda.
- Annie (St. 1-4 20ep), interpretata da Tessa Whelan, equivalente di Annina.
È la sorella minore di Jonesy, che umilia la maggior parte del tempo. Ama Raff, il migliore amico di Jonesy. È la più bassa del gruppo.
- Preside (voce fuori campo), voce di Michael Bishop, equivalente del preside.
Possiamo sentire il preside quando deve rimproverare qualche ragazzo che ha fatto qualcosa che non va. Si può solo sentire la sua voce attraverso l'altoparlante. Lo sentiamo solo in due episodi.